# Kanton Grand-Couronne
Kanton Grand-Couronne (fr. Canton de Grand-Couronne) je francouzský kanton v departementu Seine-Maritime v regionu Horní Normandie. Skládá se z devíti obcí.

## Obce kantonu
- La Bouille
- Grand-Couronne
- Le Grand-Quevilly
- Hautot-sur-Seine
- Moulineaux
- Petit-Couronne
- Sahurs
- Saint-Pierre-de-Manneville
- Val-de-la-Haye